# Calliope (platenlabel)
Calliope was een Frans platenlabel voor klassieke muziek. Het werd in 1972 opgericht door een eigenaar van een platenzaak, Jacques Le Calvé, hierin aangemoedigd door producer Michel Garcin van Erato Records. Het label was vernoemd naar Kalliope, een dochter van Zeus en een van de muzen uit de Griekse mythologie. Musici en gezelschappen die op het label uitkwamen waren onder meer de organisten André Isoir en Louis Thiry, en het Orchestre de Lille met  Jean-Claude Casadesus. Le Calvé stopte met het label in 2010, vanwege de "dood van de klassieke plaat". De catalogus werd overgenomen door Phaia Records. Calliope Records was gevestigd in Compiègne.